# Луис Шелдон
Луис Шелдон (енгл. Lewis Pendleton Sheldon; Рутланд, 9. јул 1874 — Бијариц, 18. фебруар 1960) био је амерички спортиста који се такмичио у скакачким дисциплинама крајем XIX и почетком 20. века.
Учествовао је на Олимпијским играма 1900. у Париз и освојио бронзане медаље у троскоку и скоку увис без залета, као и четврта места у скоку удаљ и троскоку без залета.
Његов млађи брат, Ричард Шелдон такође се успешно такмичио на тим играма у бацачким дисциплинама бацању кугле и бацању диска.